# Earle Birney
Alfred Earle Birney (ur. 13 maja 1904 w Calgary, zm. 3 września 1995 w Toronto) – kanadyjski pisarz anglojęzyczny.

## Życiorys
Dzieciństwo spędził na farmie w Albercie k. miasta Ponoka i potem w Banff. Studiował na Uniwersytecie Kolumbii Brytyjskiej (UBC), Uniwersytecie w Toronto, Berkeley i Uniwersytecie Londyńskim, gdzie zainteresował się głównie językiem staroangielskim i średnioangielskim, m.in. twórczością Chaucera. W 1936 uzyskał doktorat z filozofii na Uniwersytecie w Toronto. Wykładał na kilku uniwersytetach, m.in. 1946-1965 na UBC, gdzie założył i kierował pierwszym kanadyjskim programem twórczego pisania (creative writing programme) i przyczynił się do powstania wydziału twórczego pisania na tym uniwersytecie. W swojej twórczości poetyckiej nawiązywał formalnie do modernizmu podejmował głównie tematy społeczno-polityczne, które ukazywał w świetle satyrycznym, i zagadnienia wzajemnych relacji człowiek–przyroda. Opublikował zbiory wierszy David (1942), Now Is Time (1945), Ice Cod Bell or Stone (1962), Near False Creek Mouth (1964), Ghost in the Wheels: Selected Poems (1977) i Last Makings (1991). Pisał również powieści, m.in. Turvey (1949) i opowiadania. Dwukrotnie (1942 i 1945) otrzymał literacką nagrodę gubernatora generalnego Kanady, a także literacki medal Lorne'a Pierce'a (1953).